# Scarabaeus
Chi Scarabaeus gồm các loài bọ hung Cựu Thế giới gồm Scarabaeus sacer. Các loài này ăn phân, chúng lăn phân từ chỗ khác và lưu giữ, chôn dưới đất để ăn. Chúng cũng chuẩn bị thực phẩm cho ấu trùng bằng cách đào các khoang dưới đất và điền các viên bi phân vào các khoang đó và đẻ trứng vào quả bi. Ấu trùng ăn viên bi bằng phân, nhộng hoá và chui khỏi mặt đất.

## Hình ảnh

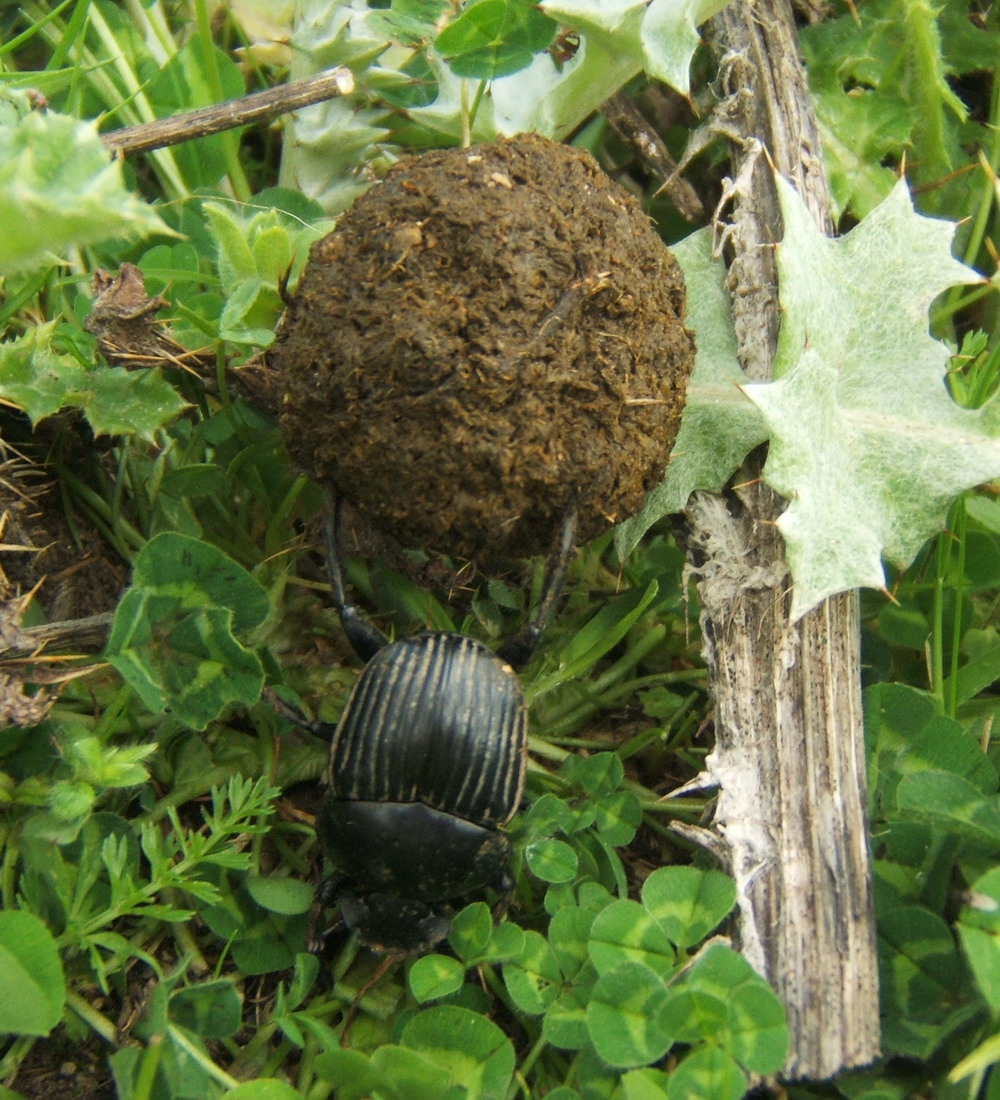
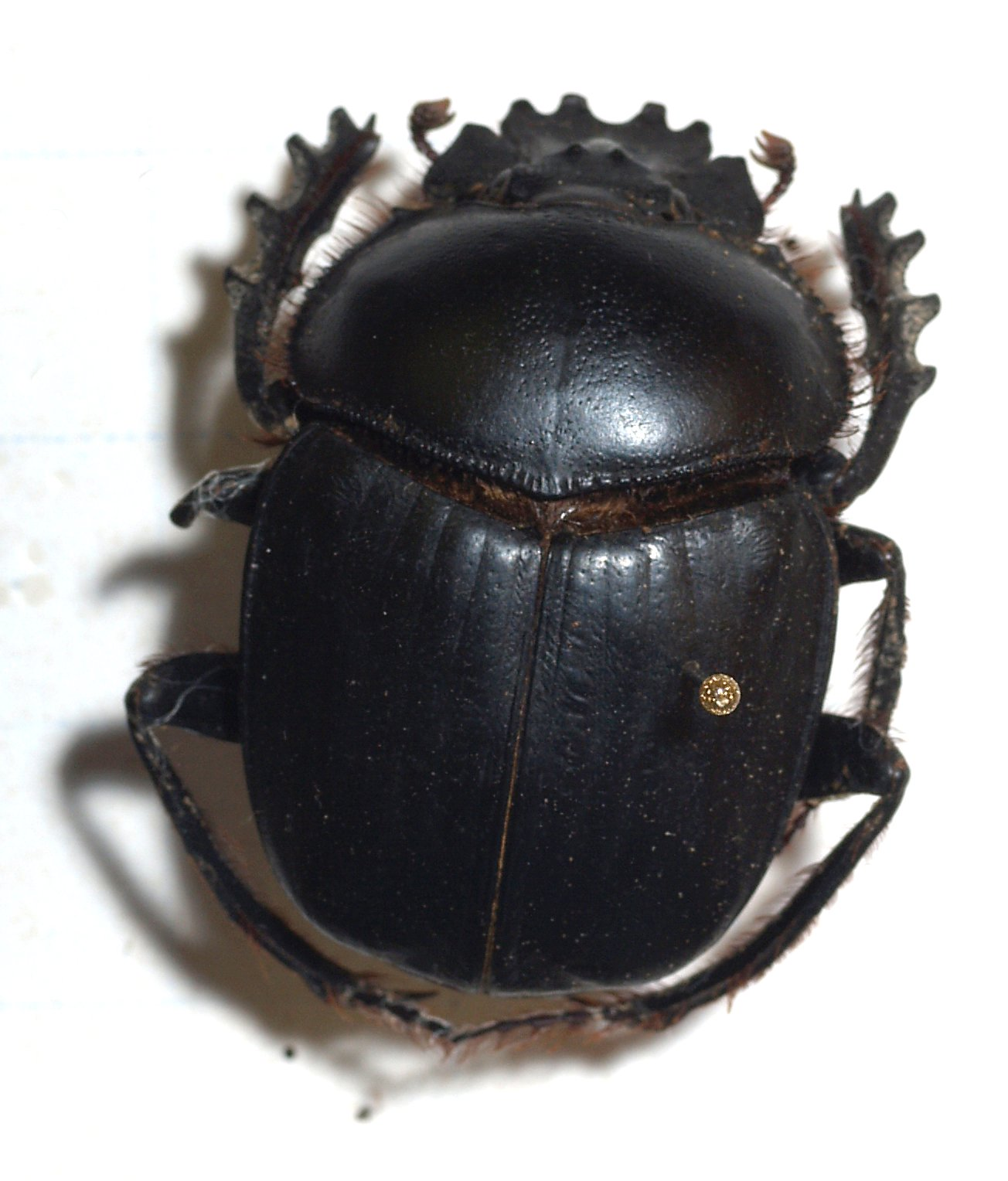
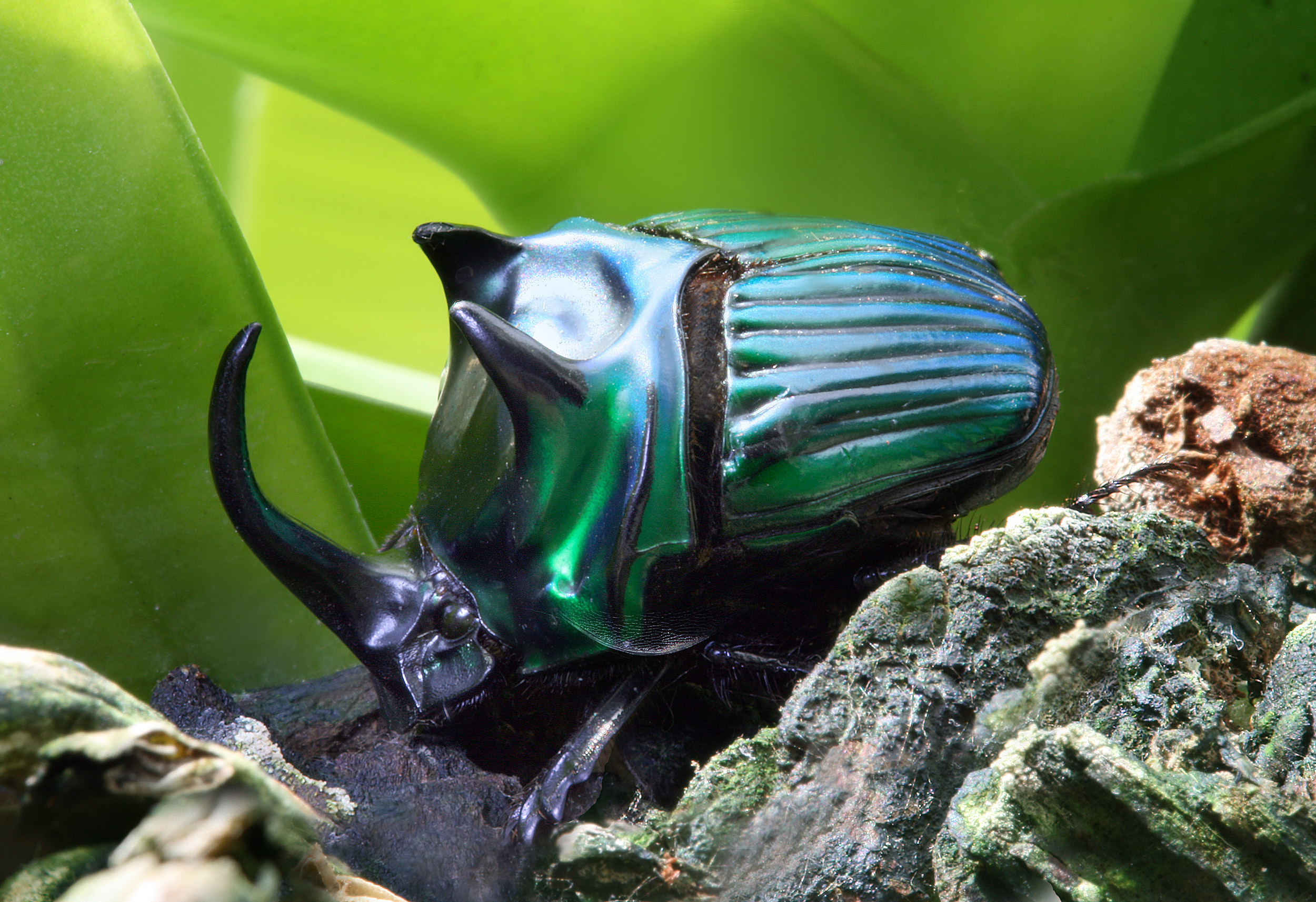